# ヤップ州
ヤップ州（ヤップしゅう、Yap）は、ミクロネシア連邦に属する4州（ヤップ州、チューク州、ポンペイ州、コスラエ州）のひとつで、西太平洋カロリン諸島にある島々。石の貨幣で有名なヤップ島本島と、周辺の環礁・無人島群からなる。州都はヤップ島のコロニア (Colonia)。人口は約1万人。

## 地理
グアム島の南西約800kmに位置し、約160,000平方kmに広がる4島と約130の環礁からなる。そのうち22島以外はすべて無人島である。サタワル島をはじめとする州の西側では、伝統的な遠洋航海術（いわゆるスター・ナヴィゲーション）が現代まで継承されている。ヤップ島本島は79.5平方km。州全体では約102平方km。

### 主な島
- ヤップ島
- イファリク環礁
- ウォレアイ環礁
- ウルシー環礁
- エアウリピク島
- サタワル島
- ヌグール環礁
- ファイス島
- ファラウレップ環礁

## 気候
11月 - 5月には北東から吹く貿易風の影響で雨が少なくなる。6月 - 10月には風が弱まり、湿度が上昇する。年平均気温は28℃程度。年降水量は3000mm。

## 経済
ほとんどが農業と漁業の自給である。タロイモの栽培も行われている。コプラの生産や、衣服、バスケット、絵画・彫刻などの製造といった手工業が主産業。
観光産業も発展し、ヤップ国際空港経由でスキューバダイビングなどを目当てに来る外国人対象のツアーが人気である。

## 歴史
紀元前3500年以上前、インドネシア、フィリピン、ニューギニア島、ソロモン諸島方面より木のカヌーで人類が航海し定住したとされている。古代ヤップ帝国の最盛期には人口5万人にもなったと言われる。
スペイン・ドイツ・日本・アメリカの占領統治を経て、1986年に独立した。日本統治時代（1914年 - 1945年）には日本語教育が行われた。そのため、ある世代のヤップ人は日本語話者である。

## 民族・言語
ヤップ語は東南アジアのマレー語などと関係が深いが、ニューギニアの影響も大きく受けている。ヤップ州の他の島々は風土の違いもあり（ヤップ島は火山島であるが、他の島々は珊瑚礁島である）、ヤップ本島とはまた違った文化を持つ。そのあたりの言語であるウリシ語 (Ulithian) やウォレアイ語 (Woleaian) などは、文化も含めてさらに南のチューク諸島のものに近い。